# فرماندار (فیلم)
فرماندار فیلمی به کارگردانی مرتضی مسائلی و نویسندگی محسن مخملباف محصول سال ۱۳۶۹ است.

## بازیگران
- محمدرضا کسرایی
- احمد شبکه‌ساز
- شهره علیشاهی
- اکبر تشکری‌نیا
- محمدحسن مه‌کلانی
- محمدرضا نظری
- سمیره مسائلی
- اسماعیل زنگل‌کیا
- نرجس بصیرت
- حسن امیدی
- پروانه آقاجانی
- محمدحسین آقاجانی
- مهرداد ادهمیان
- حسین ارگدستانی
- محمدرضا افشار
- حسن افشین
- شهناز باباییان
- جمشید بابایی
- حسین باقری
- حسین بکاء
- عباس بهنام‌نیا
- سودابه بهرامی
- محمد پژمان
- زهرا ترک زهرایی
- مرتضی توکلی
- حسن تیموری
- سعادت حجتی
- رسول حسن‌زاده
- حسین حمیدی
- نعمت‌الله حمیدی
- افسانه حیدریان
- شهرزاد جهان‌بازی
- حیدرعلی خدایار
- مرتضی خرم‌زاده
- غلامحسین داوودیان
- مرتضی دباغ
- احمد دستورنیکو